# Isorythmie

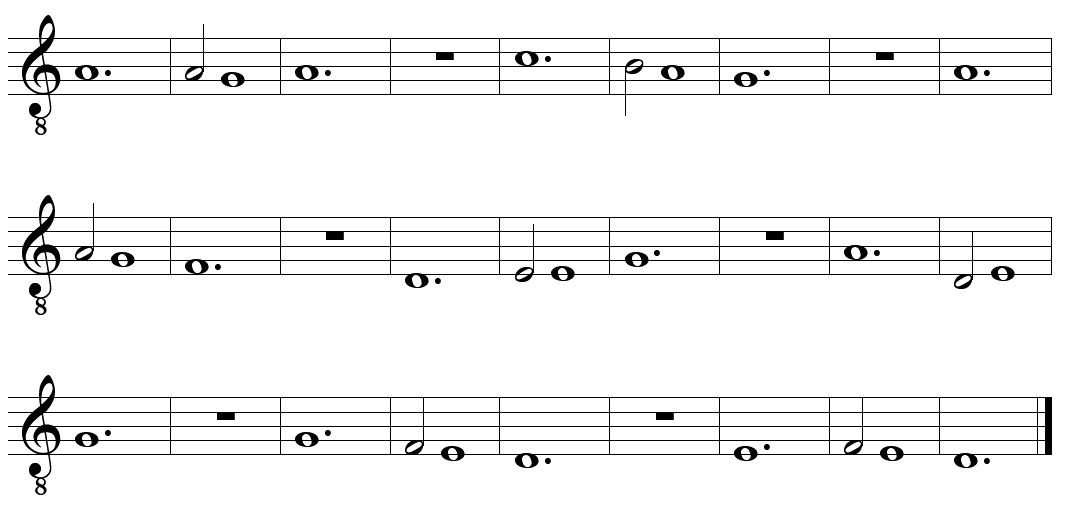
Ténor isorythmique dans la première partie du Kyrie de la Messe de Notre Dame de Guillaume de Machaut (vers 1360).

En musique, on appelle généralement isorythmie la répétition régulière d'un élément rythmique.
Mais aujourd'hui, ce terme désigne surtout un procédé apparu dans la musique occidentale à partir du XIIIe siècle, et développé au siècle suivant par l'Ars nova, où il affecte non seulement le rythme mais aussi la mélodie : celle-ci, appelée color, est découpée rythmiquement selon une structure préétablie, appelée talea. Étant donné que la talea ne respecte pas forcément le phrasé initial du color, les combinaisons de hauteurs et de durées s'avèrent souvent imprévisibles. 
Si au début, cette technique a surtout été utilisée au cantus firmus, elle s'est ensuite parfois étendue à l'ensemble des voix d'une polyphonie (on parle alors de panisorythmie). Ce procédé systématique, au sens où on l'entend dans la musique ancienne, a cessé d'exister à partir du XVe siècle ; mais on a continué à se servir de l'isorythmie, de manière plus libre, tout au long de l'histoire de la musique.